# Де Амараль, Ольга
Ольга де Амараль (Olga de Amaral, урождённая Ольга Себайос Велес (Olga Ceballos Vélez); род. 1932, Богота, Колумбия) — колумбийская художница по текстилю, известная своими масштабными абстрактными работами. Одна из немногих художников из Южной Америки, ставшая всемирно известной благодаря своей работе в области новой таписерии в 1960-х и 1970-х годах. Одна из значимых фигур в развитии послевоенной латиноамериканской абстракции. В настоящее время живёт и работает в Боготе. 

## Биография
Ольга Себальос Велес родилась в 1932 году в Боготе. Её родители приехали в столицу из провинции Антиокия. Кроме Ольги в семье было ещё семеро детей — пять сестёр и два брата. По окончании средней школы перед Ольгой встал вопрос о будущей профессии, в Колумбии в то время для женщин выбор был ограничен. В конце концов Ольга, следуя собственным склонностям, поступила в 1951 году в Высшую школу Кундинамарки в Боготе, где изучала архитектурную графику. Помимо графики в программу обучения входили такие предметы, как история искусств, история и теория архитектуры, математика и композиция. Окончила школу в 1952 году, получив специальность архитектора-дизайнера. В течение года будущая художница по текстилю работала руководительницей факультета архитектурного рисунка в той же школе.
В 1954 году Ольга уехала в Нью-Йорк, чтобы изучать английский язык в Колумбийском университете. С 1954 по 1955 год училась в Академии искусств в Крэнбруке (Блумфилд Хиллз, штат Мичиган). Она вспоминала о своей учёбе в Академии: «В Кранбруке в текстильной мастерской напротив окон стояли восемь станков: один из них, в углу, будет моим в течение года. Там я прожила свои самые интимные моменты одиночества; родилась моя уверенность в цвете; в его силе; я чувствовала цвет, как будто это что-то осязаемое. Я также научилась говорить на языке цвета. С ностальгией я вспоминаю тот опыт, когда душа и руки соприкасались». Именно учёба в Академии вдохновила девушку, не помышлявшую до той поры о карьере художницы, на поиски самовыражения в области искусства. В Кранбруке Ольга встретила художника и скульптора португальского происхождения Джима Амараля, и они стали близкими друзьями.
В 1955 году, после года, проведенного в Кранбруке, она вернулась в Колумбию, в это время Джим проходил военную службу на авиабазе США на Филиппинах. Ольга создавала декоративный текстиль для своих друзей-архитекторов. Джим Амараль, демобилизовавшись, приехал в Колумбию. В 1957 году Джим и Ольга поженились, супруги поселились в Боготе и открыли небольшую мастерскую тканей ручной работы, где оба занимались как производственной так и творческой составляющей процесса. Мастерская Амараль, несмотря на свои скромные размеры, вскоре стала широко известна. В это время с Ольгой познакомился дизайнер по текстилю Джек Ленор Ларсен. Гобелены Амараль заинтересовали его. Встреча с Ларсеном имела для Амараль решающее значение — благодаря ему она вошла в число всемирно известных художников «новой таписерии». В 1965 году де Амараль начала преподавательскую деятельность на основанном ей текстильном факультете в Университете Лос Андес в Боготе.
В 1966—1967 годах семья Амараль жила в США. В Нью-Йорке Ольга познакомилась с Эйлин Вандербильт из Всемирного совета по ремеслам и стала представителем Совета в Колумбии. В 1967 году прошла персональная выставка Амараль в Нью-Йорке, в выставочном зале Ларсена. Де Амараль преподавала в Школе ремесел в Пенланде (Северная Каролина) и Школе ремесел Хейстек-Маунтина (Мэн). Вернувшись в Колумбию, Амараль совершила поездку в Попаян и область Тьеррадентро, побывала в Сан-Агустине. Позднее Амараль как представитель WCC посетила Перу. Во время краткой поездки в Ирландию на конференцию WCC Ольга познакомилась с Люси Ри, британской керамисткой. В мастерской Ри Амараль увидела отреставрированную вазу с позолоченными вставками. Так художница открыла для себя золото, материал, в котором объединились свет и цвет, и стала использовать его в своих гобеленах. В начале семидесятых Амарали переехали в Барселону, а затем в Париж. В своих поездках по Греции, Италии, Нидерландам, Бельгии, Швейцарии, Швеции и Великобритании супруги Амараль завязали контакты с ведущими центрами европейского искусства. Некоторое время они жили в Европе, затем вернулись в Боготу, побывали в разных районах Колумбии и снова вернулись во Францию, для проведения выставок. Ещё одним важным событием в творческой жизни Амараль было её путешествие в Японию.
В последние годы живёт и работает в Колумбии.

## Творчество
Амараль начинала с создания гобеленов, связанных с плоской стеной. В конце 1960-х годов её манера изменились: теперь её текстиль можно было отнести к своеобразной скульптуре, исполненной ткацкими приёмами. Ковёр отделяется от стены, он становится инсталляцией, произведением абстрактного и концептуального искусства.
Художница работает, сочетая материалы: натуральные и искусственные волокна, краски, левкас и драгоценные металлы (в основном сусальное золото и серебро). Она опирается на традиционные методы ткачества доколумбовой Америки и испанского колониального барокко, пришедшего в Новый Свет с католическими переселенцами, используя общее для них — силу непосредственного зрительного воздействия. В работах де Амараль сливаются визуальное и тактильное восприятия, это «воссоединяет нас с древним пониманием и оценкой образов как представлений для себя, способных превзойти материальность, чтобы выразить истину через красоту» (Twylene Moyer).
Образный строй произведений Амараль вдохновлен прежде всего ландшафтами Колумбии: «Очарованная формами скал, ручьев, холмов, гор и облаков, она находит вдохновение в разъединении текстуры и ритма ландшафтов, окружающих её дом в Боготе».
Работы Ольги де Амараль экспонируются по всему миру и представлены в собраниях более сорока музеев, в том числе Музей современного искусства (Париж), Музей современного искусства (Moma) Нью-Йорк, Музей Метрополитен, Художественный институт Чикаго, Музей современного искусства (Киото), Галерея Ренвика Национальной галереи (Вашингтон).

### 1960-е
Для раннего периода творчества Амараль характерны гобелены, исполненные в традиционной технике, но уже тогда художница посредством формальных экспериментов начала поиск собственного языка. С середины 1960-х годов Амараль работала в основном с окрашенными шерстью, хлопком, льном. Её небольшие по формату работы выполнены с использованием смелых сочетаний ярких цветов в геометрических орнаментах и новых приёмов плетения, разнообразящими структуру полотна. В этих произведениях отразилось понимание Амараль современных художественных тенденций, тяготеющих к стилевому направлению, провозглашённому группой Де Стейл.
В 1966 году Амараль по приглашению Мигеля Арройо экспонировала свои работы в Музее изобразительных искусств в Каракасе. Это была первая персональная выставка Ольги де Амараль за пределами её родной страны. В 1967 году Амараль впервые представила свою работу для Лозаннской биеннале (всего Амараль участвовала на этом форуме шесть раз). В 1969 году она приняла участие в коллективной выставке 27 художников текстиля в Нью-Йоркском музее современного искусства. Эта международная выставка, курируемая Милдред Константин и организованная Джеком Ленором Ларсеном, отличалась от других подобных тем, что экспонаты были выставлены не в архитектурном и дизайнерском лобби, как это было принято, для работ художников по текстилю, а в художественном отделении музея, которое до того времени было зарезервировано исключительно для живописи или скульптуры. Таким образом было обозначено изменение в отношении к текстильному искусству, ранее считавшемуся скорее одной из отраслей ремесла.

### 1970-е
В 1970-х годах Амараль работала над сериями гобеленов Muros, Corazas, Hojarascas, Marañas, Estructuras, Fragmentos completos, Calicanto, Farallones и Eslabones. 